# 不整地運搬車

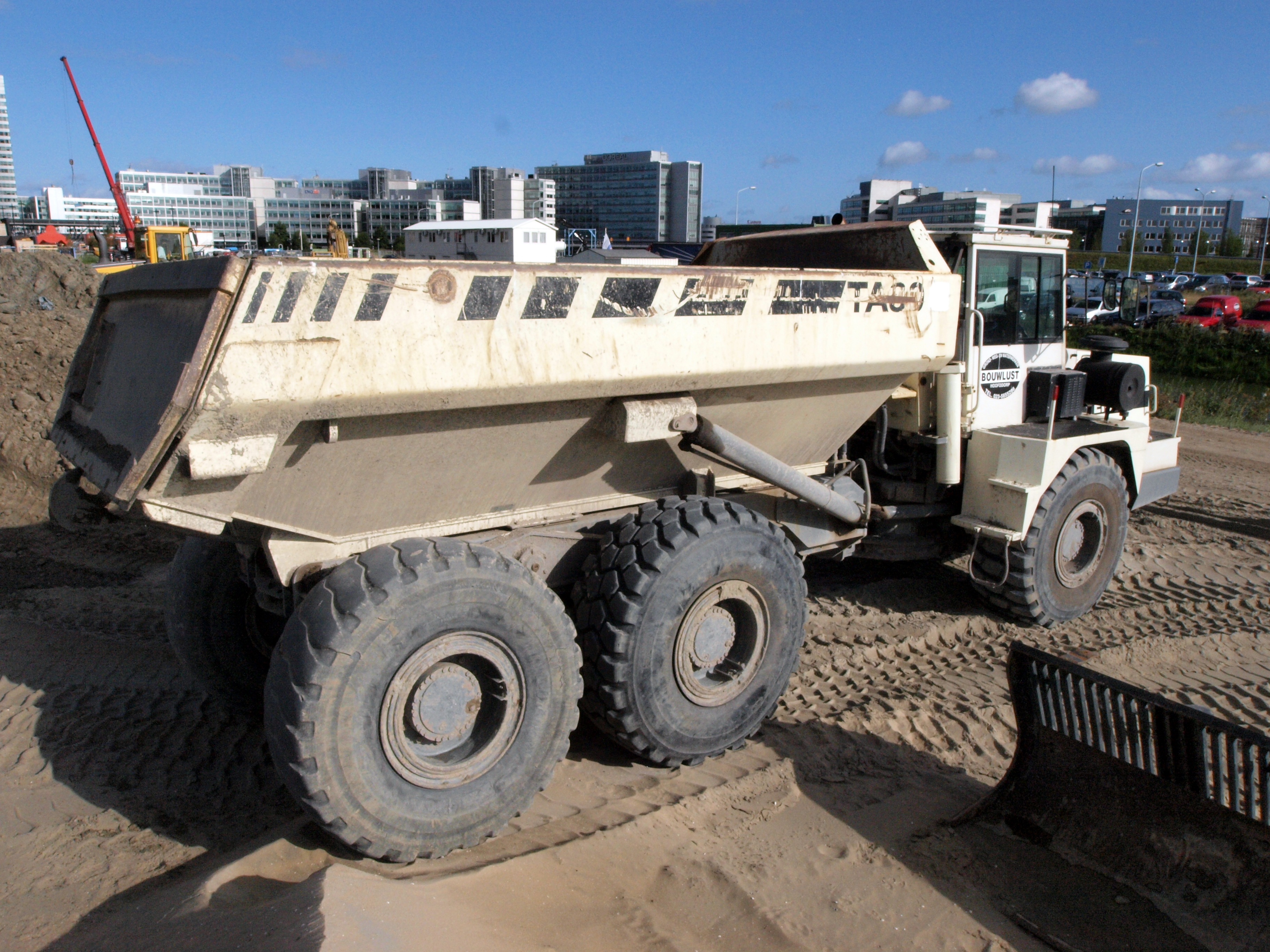
オフロードダンプ（Terex TA30）

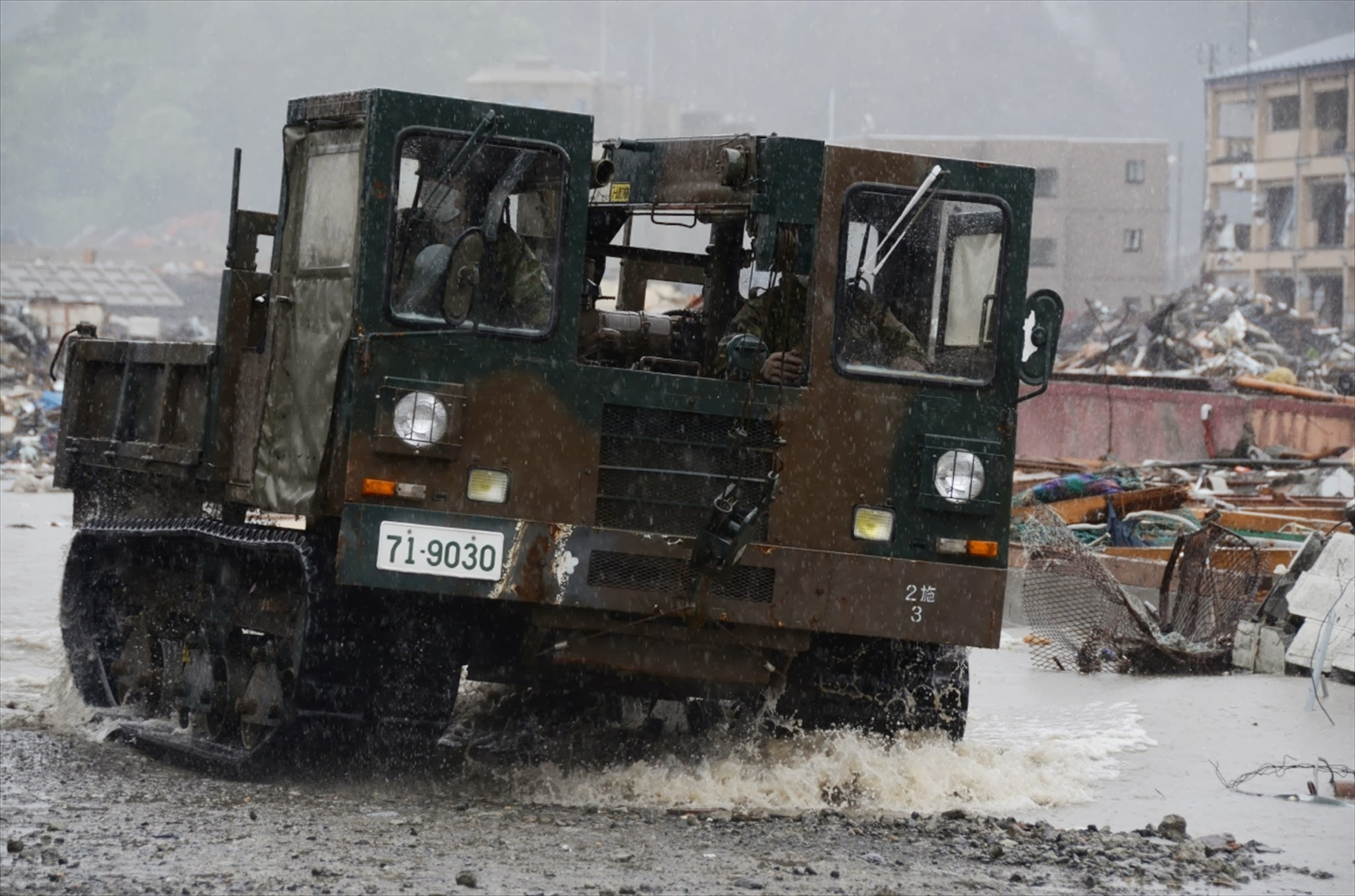
陸上自衛隊の資材運搬車

不整地運搬車（ふせいちうんぱんしゃ）は不整地で荷物を運搬するための特殊自動車。主に工事現場などで荷役作業に使われる。キャリアダンプとも呼ばれる。

## 車両の種類と特徴
不整地走行用に設計された専ら荷を運搬する構造の自動車である。車両の平均接地圧が低いため軟弱地や傾斜地でも荷役作業が可能である。また左右のクローラ等が独立して駆動するため超信地旋回も可能で、狭い場所での作業も可能である。

### 乗車式
クローラ（キャタピラ・無限軌道）式とホイール（車輪）式のものがある。積載能力は0.5 - 20t積み。油圧装置を搭載するものが多く、ダンプ式荷台が標準的。これをベースにクレーン、集材機等を架装したものも珍しくない。座席を反転させてのバックも走行も考慮され、前後進の変速段数は同じになっている。乗客用・助手用の席はない。原動機はディーゼルエンジンのものが多い。
クローラ式は、古くは小型重機と同じ鉄製クローラだったが、走行音が大きく、スピードが出ず、乗り心地が悪く、重く舗装路盤を傷めるなどの理由で、過渡的に6輪もしくは8輪全輪を駆動するホイール式になっていった。操舵機構は無く、レバー等で左右の車輪を独立に制御する、スキッドステアローダー方式の操縦方式であった。昭和後期に株式会社諸岡のゴム製のクローラが登場すると、またクローラ式に主流が戻っていった。
近年では上部旋回式のモデルが多数リリースされていて、諸岡、コマツ、日立、プリノートなどが販売実績を持つ。

### 歩行式
小型のゴムクローラーのものの中には、ホンダ・力丸、キャニコム・ピンクレディー、ウィンブル・プリマドンナなど、操縦席の無いタイプがある。ダンプ機構はあるが、手動が多い。これは手押しの一輪車、小型ガソリンエンジンを付けた一輪運搬車、安定性を増した二輪＋キャスターの三輪運搬車という進化の延長上にある。座席がないため特殊自動車にはならない。積載能力は100 - 500kg程度。歩行式でもディーゼルエンジンのものは比較的大型で、油圧装置を持つものもある。

### 遠隔操作式
近年では遠隔操作による不整地運搬車が登場している。噴火の恐れのある場所での作業や、復旧工事における二次災害の起こる可能性の場所での作業、放射線の汚染地域など人の立ち入りが人の困難な場所で用いられることが多い。遠隔操作式では既製品の不整地運搬車を改造して遠隔操作装置を取り付けられることが大部分を占め、遠隔操作が標準として販売されるケースは稀。

### オフロードダンプトラック
重ダンプトラック、ホウルトラック（米）、ダンパー（欧）などとも呼ばれる。不整地運搬車の一種で総輪駆動であるが、一般の自動車と同じような丸ハンドルで前輪の向きを変えて操向することと、大型特殊自動車の1種類として定義されていること、積載能力と走行速度がはるかに高いこと、長距離バック走行に対応していないこと、ダンプ以外の作業機を取り付けないことなど、上記二種とは別格の存在となる。同じ目的でフレームを中折れ構造にして操向するものもある。

## 日本における法制

### 公道走行の免許
ナンバープレートに対応した運転免許が必要となる。小型特殊は原付以外のいずれかの免許があれば公道で運転できる。大型特殊は大型特殊一種または二種の免許がないと運転できない。下記の技能講習等の操作資格は「路上走行だけなら」不要である。また、公道上で荷役作業をしてはならない。

### 操作に必要な資格
日本国内で荷を積んでの作業を行うためには、不整地運搬車運転者もしくは、建設機械施工技士（実地試験において2級の1種に相当する試験を選択した者に限る。）の資格が必要である。但し、資格を有していても現場内における荷役作業だけに限られ、公道での荷役は出来ない。
また、最大積載量5t以上のものについては荷役作業時、墜落用保護帽の着用が必要である（労働安全衛生規則151条の52）。

## 軍事用途
現在、陸上自衛隊では株式会社諸岡製の民生用クローラーダンプをそのまま資材運搬車として採用している。
一般に軍は不整地を行動するために戦車のような装軌車両や全輪駆動の車両を多数運用している。それらに補給を行うための不整地運搬車も整備され、弾薬運搬車などとして制式化されてきた。

## メーカー
- 筑水キャニコム
- 三菱重工業
- コマツ
- 日立建機
- 加藤製作所
- ヤンマー
- 諸岡
- ウインブルヤマグチ
- ケースボーラー
- プリノート